# 電撃フリント・アタック作戦
『電撃フリント・アタック作戦』（でんげきフリント・アタックさくせん、In Like Flint）は、1967年のアメリカ合衆国の映画。『電撃フリントGO!GO作戦』の続編である。前作同様にエージェント、デレク・フリント（ジェームズ・コバーン）の活躍を描いたアクション映画であるが、よりコメディ色の強い作品となっている。
なお、原題の"In Like Flint"は、女性スキャンダルの多かった1930年代のハリウッド男優エロール・フリンに由来する"In Like Flynn" (エロール・フリンのように女たらしな）という言い回しをもじったものである。

## ストーリー
ヴァージン諸島にあるロケット基地から、宇宙プラットフォームの打ち上げが成功する。しかしその裏では「美顔クラブ」と名乗りつつ、女性による世界支配を目論む国際的フェミニスト組織の陰謀が秘密裏に進められていた。打ち上げ成功の後、Z.O.W.I.E.のクラムデン長官（リー・J・コッブ）とトレント大統領（アンドリュー・ダガン）はゴルフをするが、「美顔クラブ」の仕掛けた空白の3分間の間に大統領は偽者とすり替えられてしまう。クラムデン長官は空白の3分間の調査をフリント（ジェームズ・コバーン）に依頼するが、フリント自身のサバイバル訓練の後まわしにされる。クラムデン長官は「美顔クラブ」のエージェント・リサ(ジーン・ヘイル)に陥れられ、共謀するカーター大佐(スティーブ・イーナット)に女性スキャンダルを捏造され長官の職を解かれてしまう。長官の危機を伝えられ、急遽調査に乗り出したフリントは、一連の事件の背後に女性組織による陰謀と、Z.O.W.I.E.内にスパイがいると推理し、証拠を得るためにZ.O.W.I.E.本部に侵入する。しかしフリントらの動きはカーター大佐に盗聴されていた。待ち伏せを受け殺されたかに見えたフリントは、すでに新たな情報を得るためモスクワに飛んでいた。核兵器を武器にしたカーター大佐を宇宙で格闘の末倒したフリントは、宇宙ステーションで待つ美女ふたりと共にハッピーエンドを迎える。

## キャスト
| 役名             | 俳優                   | 日本語吹替                                     |
| 役名             | 俳優                   | 東京12ch版                                     |
| ---------------- | ---------------------- | ---------------------------------------------- |
| デレク・フリント | ジェームズ・コバーン   | 小林清志                                       |
| クラムデン長官   | リー・J・コッブ        | 島宇志夫                                       |
| リサ・ノートン   | ジーン・ヘイル         | 鈴木弘子                                       |
| トレント大統領   | アンドリュー・ダガン   | 塩見竜介                                       |
| エリザベス       | アンナ・リー           |                                                |
| カーター大佐     | スティーヴ・イーナット | 渡部猛                                         |
| ナターシャ       | イヴォンヌ・クレイグ   |                                                |
| 不明 その他      | N/A                    | 京千英子 納谷六朗 山本与志恵 此島愛子 石井敏郎 |
| 日本語版スタッフ |                        |                                                |
| 演出             |                        |                                                |
| 翻訳             | 翻訳                   | 大野隆一                                       |
| 効果             |                        |                                                |
| 調整             |                        |                                                |
| 制作             | 制作                   | ニュージャパンフィルム                         |
| 解説             | 解説                   | 芥川也寸志                                     |
| 初回放送         | 初回放送               | 1971年10月28日 『木曜洋画劇場』                |

## エピソード
- リアジェット創業者のウィリアム・リアが本人役で出演している。
- 撮影途中で監督のゴードン・ダグラスが現場を放棄したため(病気療養説あり)、残りのスタッフと俳優が自分たちで撮影を続けた。コバーン自身も「面白い体験で、皆で映画作りを色々と楽しんだ」と述べている。
- 本作品が永らく続いた20世紀フォックスのシネマスコープ方式最後の映画になった。
- シリーズの続編は映画のみならず、TVやノベライゼーションなど様々な形で企画された。コバーン主演の3作目の企画もあったが実現しなかった。
  - フリント役をレイ・デントンに変更して、1976年にTV映画"Our Man Flint: Dead on Target"が製作されるがシリーズ化には至らなかった[3]。
  - 本シリーズを題材にしたコミック化もされている[4]。
- 『オースティン・パワーズ：デラックス』冒頭で、TVをつけると本作品が放映されているシーンがある。